# 朱迪·吉尼斯
朱迪·吉尼斯（英語：Judy Guinness，1910年8月14日—1952年10月24日），英国女子击剑运动员。她曾代表英国参加1932年和1936年夏季奥林匹克运动会击剑比赛，其中1932年奥运会获得一枚银牌。